# The Carpenters

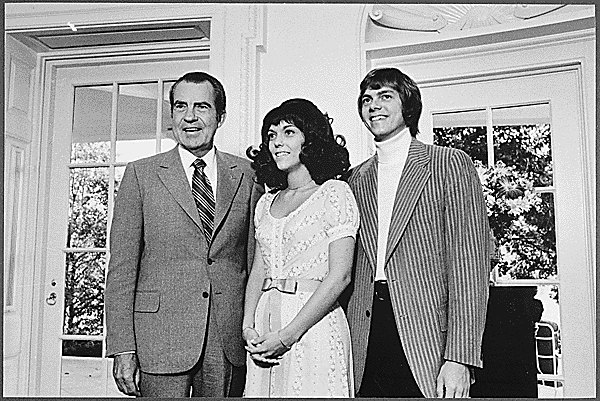
Frații Carpenter și președintele Nixon

The Carpenters a fost un duo muzical nord-american, care a constat din frații Richard Carpenter (n. 15 octombrie 1946) și Karen Carpenter (n. 2 martie 1950 - d. 4 februarie 1983). The Carpenters a atins apogeul carierei lor prin anii 1970.
Din cauza stresului continuu cauzat de turnee, Karen  s-a îmbolnăvit de anorexie nervoasă, ceea ce a dus, în final, la moartea ei prematură. Karen a decedat în anul 1983, în orașul Downey, California.

## Discografie

### US Top 40 singles (Billboard)
1. (They Long To Be) Close To You – lansat la 20 iunie 1970; clasat pe locul 1  - 28 zile   (aur)
2. We’ve Only Just Begun – lansat la 12 septembrie 1970; clasat pe locul 2  - 28 zile   (aur)
3. Merry, Christmas Darling – lansat la 19 decembrie 1970; clasat pe locul 1  - 21 zile
4. For All We Know – lansat la 6 februarie 1971; clasat pe locul 3 (aur)
5. Rainy Days And Mondays – lansat la 15 mai 1971; clasat pe locul 2  - 14 zile   (aur)
6. Superstar – lansat la 4 septembrie 1971; clasat pe locul 2  - 14 zile   (aur)
7. Hurting Each Other – lansat la 15 ianuarie 1972; clasat pe locul 2  - 14 zile   (aur)
8. It’s Going To Take Some Time – lansat la 29 aprilie  1972; clasat pe locul 12
9. Goodbye To Love – lansat la 15 iulie 1972; clasat pe locul 7
10. Sing – lansat la 24 februarie 1973; clasat pe locul 3 (aur)
11. Yesterday Once More – lansat la 2 iunie 1973; clasat pe locul 2 (aur)
12. Top Of The World – lansat la 6 octombrie 1973; apreciat Nr. 1  - 14 zile   (aur)
13. I Won’t Last A Day Without You – lansat la 13 aprilie 1974; clasat pe locul 11
14. Please Mr. Postman – lansat la 23 noiembrie 1974; clasat pe locul 1 (aur)
15. Only Yesterday – lansat la  29 martie 1975; clasat pe locul 4
16. Solitaire – lansat la  2 august 1975; clasat pe locul 17
17. There’s A Kind Of Hush (All Over The World) – lansat la  28 februarie 1976; clasat pe locul 12
18. I Need To Be In Love – lansat la  12 iunie 1976; clasat pe locul 25
19. All You Get From Love Is A Love Song – lansat la  21 mai 1977; clasat pe locul 35
20. Calling Occupants Of Interplanetary Craft – lansat la 8 octombrie 1977; clasat pe locul 32
21. Touch Me When We’re Dancing – lansat la 20 iunie 1981; clasat pe locul 16
22. Sweet Sweet Smile –lansat în vara anului 1978; clasat pe locul 22